# 高部大志
高部 大志（たかべ たいし、1993年9月22日 - ）は、日本の元ラグビー選手。

## プロフィール
- 兵庫県出身[1]。
- 現役時代のポジションはフッカー(HO)。
- 身長 177cm、体重 100kg
- ニックネームはたいし。
- 関西学生代表に選ばれたことがある[2]。

## 来歴
ラグビーを加古川ラグビースクールで始めた。
2012年、天理高校卒業後、天理大学に入る。
2016年、天理大学卒業後、ヤマハ発動機ジュビロ(現・静岡ブルーレヴズ)に加入。
2022年、現役を引退した。